# Blues Music Awards
Els Blues Music Awards són uns premis atorgats per la Blues Foundation, una organització sense ànim de lucre creada per potenciar el patrimoni del blues. Els premis es van començar a atorgar el 1980 i segons la revista de música Offbeat són "universalment reconeguts com el màxim reconeixement a músics i compositors de música blues".
Els premis eren coneguts com a premis W. C. Handy (o "els Handys") i el 2006 es van rebatejar en un esforç per incrementar l'apreciació pública de la importància dels premis.
Els premis s'han presentat anualment a Memphis, Tennessee, on és la seu de la Blues Foundation, tot i que el 2008 la cerimònia es va celebrar a Tunica, Mississipi.